# Afropopbrasileiro
Afropopbrasileiro é o sexto álbum da carreira da cantora e compositora brasileira Margareth Menezes. O álbum foi lançado em 2001, sob a produção de Carlinhos Brown e Alê Siqueira. Além disso, o álbum traz a participação das cantoras conterrâneas de Margareth Ivete Sangalo e Daniela Mercury na faixa "Cai Dentro".

## Faixas
| N.º | Título                                                               | Compositor(es)                      | Duração |  |
| 1.  | "Pelo Mar Lhe Mando Flor"                                            | Margareth Menezes                   |         |  |
| 2.  | "Preciso"                                                            | Margareth Menezes                   |         |  |
| 3.  | "Despertar" (Preconceito de Cor)                                     | Margareth Menezes                   |         |  |
| 4.  | "Mamãe Querida"                                                      | Humberto de Maracanã                |         |  |
| 5.  | "Do Mar, Do Céu, Do Campo"                                           | Belchior                            |         |  |
| 6.  | "Nego Doce"                                                          | Carlinhos Brown e Margareth Menezes |         |  |
| 7.  | "Dandalunda"                                                         | Carlinhos Brown                     |         |  |
| 8.  | "Cai Dentro" (com a participação de Ivete Sangalo e Daniela Mercury) | Baden Powell e Paulo César Pinheiro |         |  |
| 9.  | "Moderninha"                                                         | Margareth Menezes                   |         |  |
| 10. | "Mãe de Leite"                                                       | Zeca Baleiro                        |         |  |
| 11. | "Lua Candeia"                                                        | Paulo César Pinheiro e Lenine       |         |  |